# Dietrich Gottfried Lamprecht

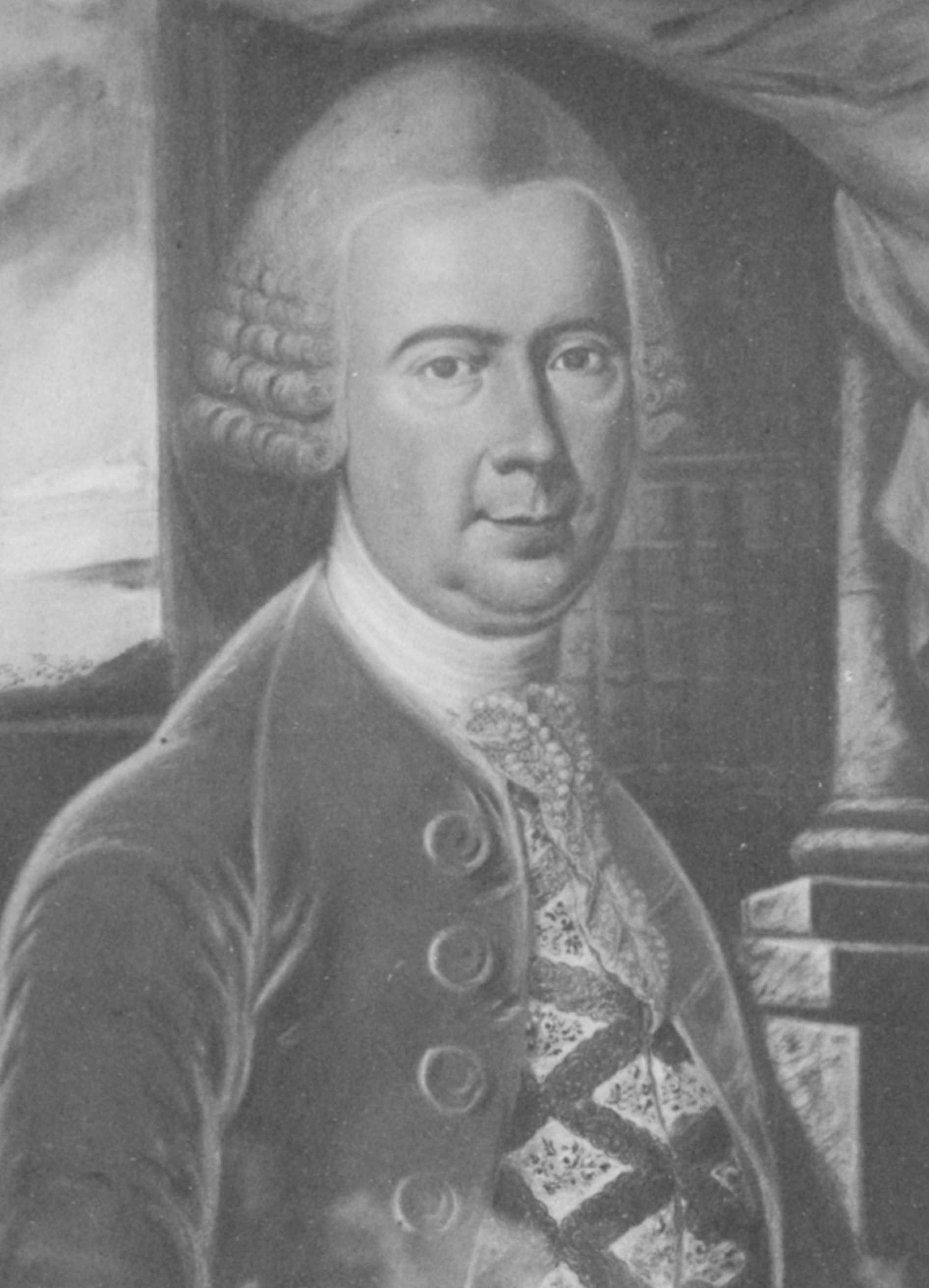
Dietrich Gottfried Lamprecht

Dietrich Gottfried Lamprecht (* 9. Juli 1726 in Bergedorf; † 21. November 1798 in Lübeck) war Jurist und Ratsherr der Hansestadt Lübeck. 

## Leben
Lamprecht war der Sohn des Bergedorfer Bürgermeisters Heinrich Daniel Lamprecht († 1748). Er studierte 1747 bis 1750 Rechtswissenschaften an den Universitäten Leipzig und Göttingen. Er promovierte zum Dr. jur. Nach dem Studium unternahm er eine Reise, die ihn zu den damaligen juristischen Reisezielen nach Wetzlar, Straßburg, Regensburg und Wien führte. 1754 wurde er Advokat in Lübeck. 1781 wurde er Lübecker Ratsherr. Lamprecht betätigte sich auch als Gelegenheitsdichter. Er wurde in der Katharinenkirche begraben.
Er war verheiratet mit Magdalena Elisabeth, geb. Witte, der Tochter eines Hamburger Kaufmanns. Der Sohn Paul Daniel Lamprecht (1755–1832) wurde Jurist und Domherr in Hamburg.